# Бугарев, Леонид Александрович
Леони́д Алекса́ндрович Бугарев (5 [17] июля 1899, Астрахань — 1979, Москва) — советский металлург, хозяйственный деятель в металлургической промышленности. Лауреат Сталинской премии 3-й степени (1942).

## Биография
Родился 5 (17) июля 1899 года в городе Астрахань.
В 1942—1951 годах — директор Новокузнецкого алюминиевого завода. В 1951—1954 годах — начальник Главалюминия, заместитель министра цветной металлургии СССР.
Умер в 1979 году в Москве.

## Награды
- Сталинская премия III степени (10 апреля 1942) — за разработку внедрение метода переработки уральских бокситов
- Орден Ленина
- Трижды орден Трудового Красного Знамени
- медали[1]